# Rhabdonellidae
Famille
Les Rhabdonellidae sont une famille de Ciliés de la classe des Oligotrichea et de l’ordre des Choreotrichida.

## Étymologie
Le nom de la famille vient du genre type Rhabdonella, dérivé du grec ράβδος / rabdos, bâton ou verge, et du suffixe -ella, petite, littéralement « petite verge », en référence à la forme de la lorica (loge) de cet organisme. 

## Liste des genres
Selon GBIF (3 octobre 2022) :
- Epirhabdonella Kofoid & Campbell, 1929
- Protorhabdonella Jörgensen, 1924
- Rhabdonella Brandt, 1906  genre type
- Rhabdonellopsis Kofoid & Campbell, 1929
- Schmidingerella Agatha & Strüder-Kypke, 2012

## Systématique
Le nom correct de ce taxon est Rhabdonellidae Kofoid & Campbell, 1929.